# Pachyramphus griseigularis
El anambé cariverde (Pachyramphus griseigularis), es una especie –o la subespecie Pachyramphus viridis griseigularis, dependiendo de la clasificación considerada– de ave paseriforme de la familia Tityridae, perteneciente al género Pachyramphus.  Es nativa del norte de América del Sur.

## Distribución y hábitat
Se distribuye de forma disjunta en los tepuyes del sureste de Venezuela (este de Bolívar), Guyana (Monte Roraima) y localmente en la cuenca amazónica oriental, en el norte de Brasil (bajo río Tapajós hacia el este en ambas márgenes del río Amazonas hasta la isla de Marajó).
Esta especie prefiere el dosel de selvas húmedas con árboles altos, de tierras bajas y pre-montanas.

## Sistemática

### Descripción original
La especie P. griseigularis fue descrita por primera vez por los zoólogos británicos Osbert Salvin y Frederick DuCane Godman en 1883 bajo el mismo nombre científico: Pachyrhamphus [error] griseigularis; la localidad tipo es: «Roraima, Guyana».

### Etimología
El nombre genérico masculino «Pachyramphus» se compone de la palabras del griego «pakhus»: robusto, grueso, y «ramphos»: pico; significando «de pico grueso»; y el nombre de la especie «griseigularis», se compone de la palabras del latín «griseum»: gris, y «gula, gularis»: garganta, de garganta, significando: «de garganta gris».

### Taxonomía
La presente especie es tratada como una subespecie del anambé verdoso (Pachyramphus viridis), pero las clasificaciones Aves del Mundo (HBW) y Birdlife International (BLI), la consideran una especie separada con base en diferencias morfológicas. Sin embargo esto no ha sido todavía reconocido por otras clasificaciones. Es monotípica.
Las principales diferencias apuntadas por HBW para justificar la separación son: la ausencia de la banda amarilla en el pecho; el vientre blanquecino y no color durazno pálido; la falta del ancho collar gris; los auriculares verdes y no grises en el macho; la parte superior de la cola más gris; y, aparentemente, la cola más corta.